# Bùi Xuân Lộc
Bùi Xuân Lộc (sinh ngày 3 tháng 2 năm 1998) là một cầu thủ bóng đá chuyên nghiệp người Việt Nam đang thi đấu ở vị trí tiền vệ cho câu lạc bộ bóng đá Phù Đổng.

## Thống kê sự nghiệp
Tính đến 13 tháng 3 năm 2022
| Câu lạc bộ | Mùa giải           | Giải đấu           | Giải đấu | Giải đấu | Cúp quốc gia | Cúp quốc gia | Tổng cộng | Tổng cộng |
| Câu lạc bộ | Mùa giải           | Giải đấu           | Trận     | Bàn      | Trận         | Bàn          | Trận      | Bàn       |
| ---------- | ------------------ | ------------------ | -------- | -------- | ------------ | ------------ | --------- | --------- |
| Huế        | 2022               | V.League 2         | 2        | 0        | 0            | 0            | 2         | 0         |
| Huế        | Tổng kết sự nghiệp | Tổng kết sự nghiệp | 2        | 0        | 0            | 0            | 2         | 0         |